# アレクサンダー (歌手)
アレクサンダー・イ・エウゼビオ（Alexander Lee Eusebio、朝鮮語: 알렉산더; Chinese: 亚历山大、1988年7月29日 - ）は、マカオ出身で韓国で主に活動する歌手、俳優、タレント。U-KISSメンバー。

## 人物
母親は韓国人、父親はポルトガル人と中国人のハーフである。姉がいる。香港で生まれ、マカオで育った。アレクサンダーの家族はクリスチャンである。
彼はカリフォルニアのデアンザ大学でコミュニケーションを学んだ。U-KISSでのデビューを果たした。その後様々な活動を経てU-KISSを脱退。歌手以外ではタレントとしてテレビ番組やラジオ番組等に出演している。

2023年9月 tango musicと専属契約を締結。
現在はU-KISSメンバーとして活動中

## ディスコグラフィ

### シングル
- "I Just" (2011年)

### フィーチャーリング
- "Your Love" (ft. Alexander) — Hye Ji (2011年)

### OST
- Hero Challenge OST - "Hero" (2010年)
- Real School OST Part 1 - "Kiss Me, Always" (2011年)
- Immortal Classic OST - "The Kimchi Song"
- 3 Peas In A Pod OST - "You and I" (2013年)

### コラボレーション

#### シングル
- 2018年: S.M.N. [as AXM (with Marucci)]

## テレビ番組

### レギュラー
- Arirang TV「#StyleCast 2017」 - 司会者

## ラジオ番組
| 年   | タイトル                      | 備考                   |
| ---- | ----------------------------- | ---------------------- |
| 2012 | FM988: Xander Kpop            | Host (Malaysian Radio) |
| 2015 | Arirang Radio: The Ugly Truth | Co-host with Isak      |
| 2017 | tbs eFM 101.3Mhz Double Date  | Co-host with Kevin Oh  |